# ベニタイランチョウ
ベニタイランチョウ (Pyrocephalus rubinus) は、スズメ目の小形の鳥であり、ベニタイランチョウ属 (Pyrocephalus) 唯一の種である。

## 分布
アメリカ南西部、中央アメリカ、南アメリカ北中部からアルゼンチン中部まで見られる。またガラパゴス諸島にも生息する。

## 形態
全長は約15cmで、雌雄異色。雄は鮮やかな赤色で、翼羽は暗褐色。雌は淡色の腹に、上面は濃灰色であり、チャイロツキヒメハエトリ (Sayornis saya) に少し似る。

## 生態

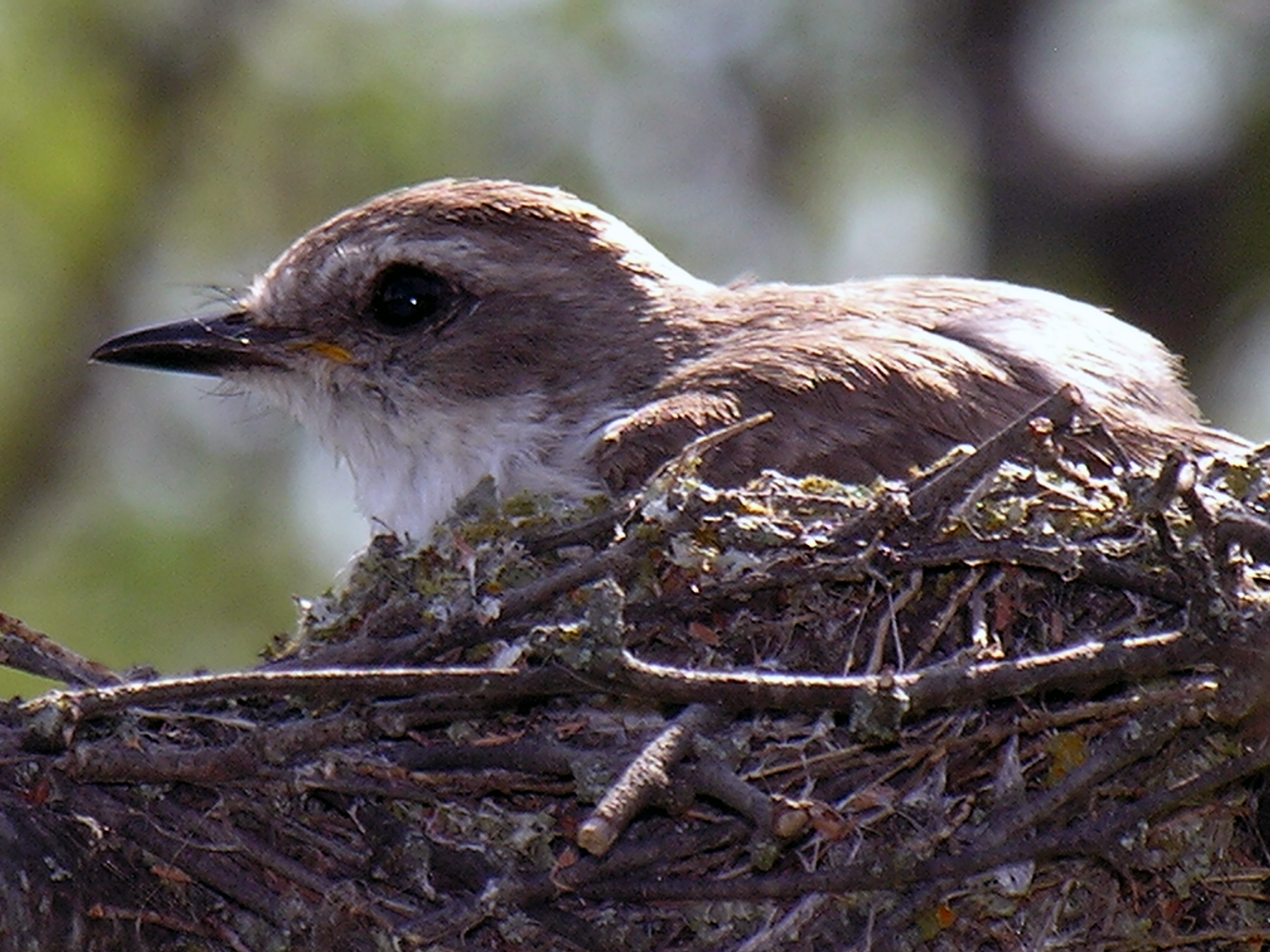
巣にいる雌

タイランチョウ科の鳥は、主にハエやバッタ、甲虫などの昆虫を食べる。通常、止まり木から瞬発的に追いかけて飛翔し、空中で昆虫を捕らえる。
巣は、小枝や茎、体毛などで作られ、2-3個の白っぽい卵を産む。雌によって卵は約2週間で孵り、孵化後15日で幼鳥として巣立つ準備ができる。